# الطقس (أبل)
الطقس (أبل) هو تطبيق للتنبؤ بالطقس، تم تطويره بواسطة شركة أبل، وهو متاح على نظام التشغيل آي أو إس منذ إصدار آيفون وآيفون أو إس 1 في عام 2007. حيث بإمكان المستخدمين معرفة درجة الحرارة والتنبؤات، وغيرها من المقاييس ذات الصلة، بالإضافة إلى عدد من المدن الأخرى. يتوفر أيضًا إصدار من الطقس لنظام ووتش أو إس، ولكنه محدود الوظائف. تم توفير التطبيق على المزيد من الأجهزة عبر نظام أبل البيئي مع إصدارات آي باد أو إس 16 وماك أو إس فينتورا ، حيث كانت بيانات الطقس من أبل متاحة سابقًا فقط كأداة أو من خلال سيري.
من آيفون أو إس 1 إلى آي أو إس7 ، تم استخدام تطبيق الطقس من ياهو كمصدر لبيانات الطقس للتطبيق. في مارس 2019، أغلقت ياهو الخوادم التي توزع البيانات لتطبيق الطقس على الأجهزة التي تدعم أو إس 1 إلى آي أو إس7، ومن آي أو إس 8 إلى آي أو إس 15، تم استخدام قناة الطقس كمصدر لبيانات الطقس للتطبيق. منذ نظام التشغيل آي أو إس 16، استخدمت شركة أبل بيانات التنبؤات الخاصة بها. مع إصدار نظام التشغيل آي أو إس 15، تم إضافة العديد من الميزات للتطبيق

## وظيفته
يمكن إضافة الموقع أو إزالته بالضغط على أيقونة القائمة في الزاوية اليمنى السفلية للتطبيق، والتي تتيح للمستخدم كتابة اسم المدينة أو الرمز البريدي أو رمز المطار. سيعرض التطبيق درجات الحرارة الحالية والأعلى والأقل، وتوقعات الطقس لمدة 10 أيام، ومؤشر الأشعة فوق البنفسجية ، ووقت شروق الشمس وغروبها، واتجاه الرياح الحالي وسرعتها، وقياسات هطول الأمطار، والرطوبة الحالية، ونطاق الرؤية الخارجية، والضغط الجوي للمنطقة التي تم تحديدها. في بعض المواقع، سيعرض التطبيق أيضًا تقريرًا عن جودة الهواء وسيظهر هطول الأمطار في الساعة التالية عند هطول الأمطار أو الثلوج.

## الخط الزمني
أتاح نظام التشغيل آي أو إس 14 خدمة مثل تلقي إشعارات بشأن الأحداث الجوية القاسية التي تصدرها الحكومة مثل الأعاصير والفيضانات المفاجئة والرياح القوية والعواصف الثلجية. تتوفر معلومات الطقس القاسية من خدمات الطقس الوطنية لأستراليا والبرازيل وكندا والهند واليابان والمكسيك وتايلاند والولايات المتحدة ومعظم دول أوروبا.

## سجل بيانات التطبيق
| مصدر           | نسخة iOS            | نطاق التاريخ | طول                   |
| -------------- | ------------------- | ------------ | --------------------- |
| الطقس في ياهو! | iPhone OS 1 – iOS 7 | 2007         | 6 أو 7 سنوات          |
| قناة الطقس     | iOS 8 – 15          | 2014–2022    | 7 أو 8 سنوات          |
| أبل            | iOS 16 أو أحدث      | منذ عام 2022 | 2 سنوات، و8 أو 9 شهور |